# یواس‌اس نتی (اس‌پی-۱۴۳۶)
یواس‌اس نتی (اس‌پی-۱۴۳۶) (به انگلیسی: USS Nettie (SP-1436)) یک کشتی بود که طول آن ۴۱ فوت (۱۲ متر) بود. این کشتی در سال ۱۹۱۲ ساخته شد.